# 99 центов
«99 центов. Диптих» — две фотографии, созданные Андреасом Гурски в 1999 году. Иногда они называются «99 центов. 1999».
На фотографиях запечатлён интерьер одного из магазинов формата 99 Cent. На фотографиях уменьшена перспектива и использована цветная хромогенная печать. Размер фотографии — 2,07 × 3,37 м.
В настоящее время фотографии занимают 19-е и 23-е место в списке самых дорогих снимков в мире.

## Стоимость
Фотографии являются одними из самых дорогих фотографий в мире. 7 февраля 2007 года на аукционе «Сотбис» они были проданы за 3,346 млн долларов США украинскому бизнесмену Виктору Пинчуку. В мае 2006 года на другом аукционе в Нью-Йорке первая фотография была продана за 2,25 млн долларов, а через полгода вторая фотография была продана Галерее Нью-Йорка за 2,48 млн долларов.